# Christopher Isegwe Njunguda
Christopher Isegwe Njunguda (22 de febrer, 1976) és un ex atleta tanzà especialista en marató.
L'agost de 2005 guanyà la medalla d'argent al Campionat del Món d'atletisme de Hèlsinki. La seva medalla de plata fou la primera medalla de Tanzània en uns Campionats del Món en la història.